# قارچ لکه سیاه سیب
قارچ لکه سیاه سیب (نام علمی: Venturia inaequalis) نام یک گونه از رده دوثیدئومیستس است.